# Belenois theuszi
Belenois theuszi är en fjärilsart som först beskrevs av Herman Dewitz 1889.  Belenois theuszi ingår i släktet Belenois och familjen vitfjärilar. IUCN kategoriserar arten globalt som livskraftig. Inga underarter finns listade i Catalogue of Life.

## Bildgalleri

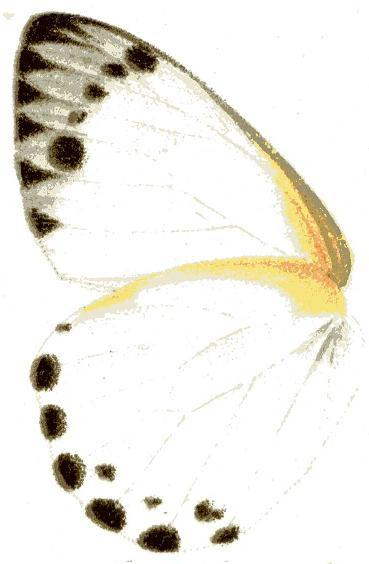
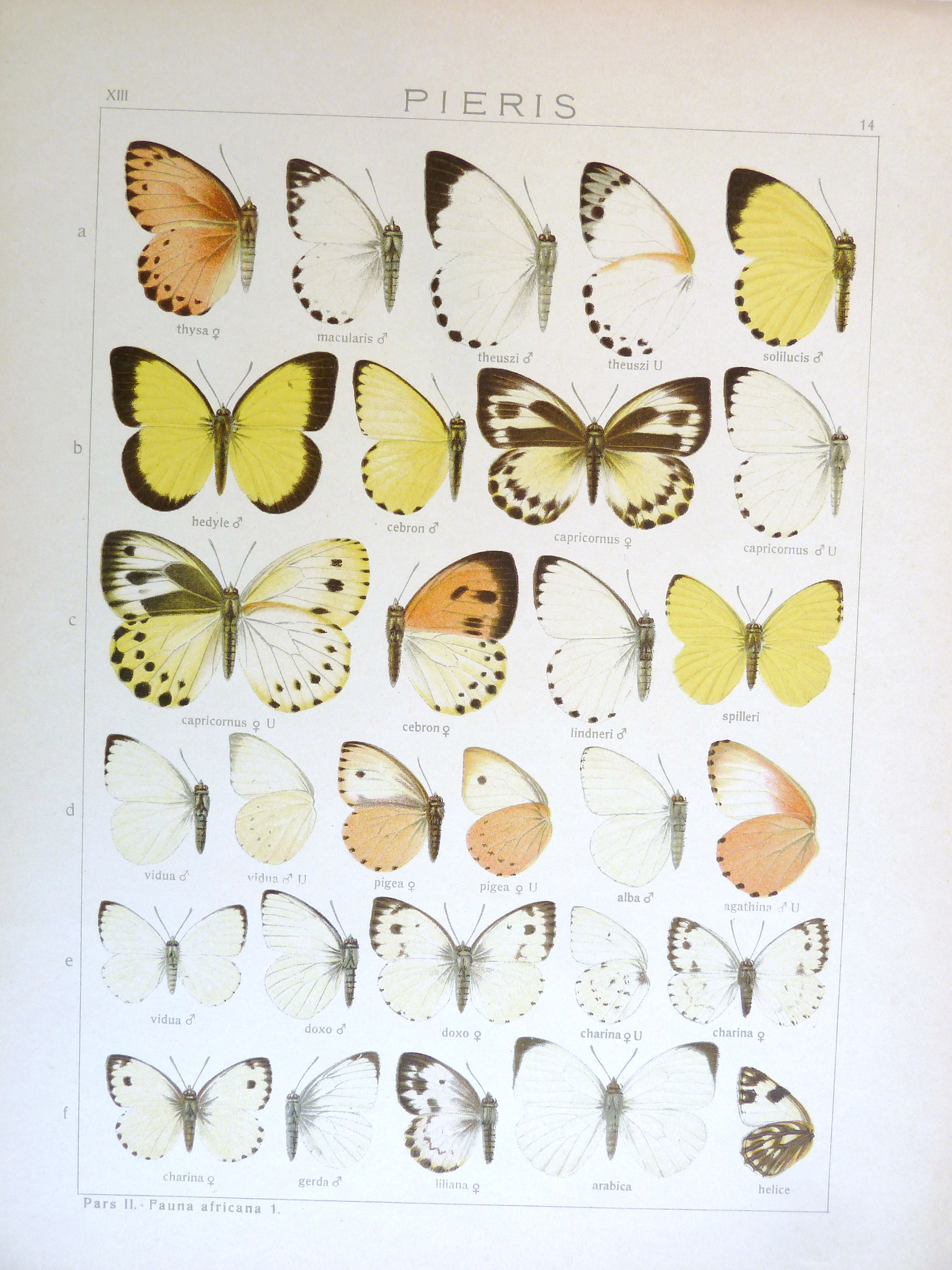